# Ukiha
Ukiha è una città giapponese della prefettura di Fukuoka.